# Notophyson tiresias
Notophyson tiresias är en fjärilsart som beskrevs av Pieter Cramer 1776. Notophyson tiresias ingår i släktet Notophyson och familjen björnspinnare. Inga underarter finns listade i Catalogue of Life.

## Bildgalleri

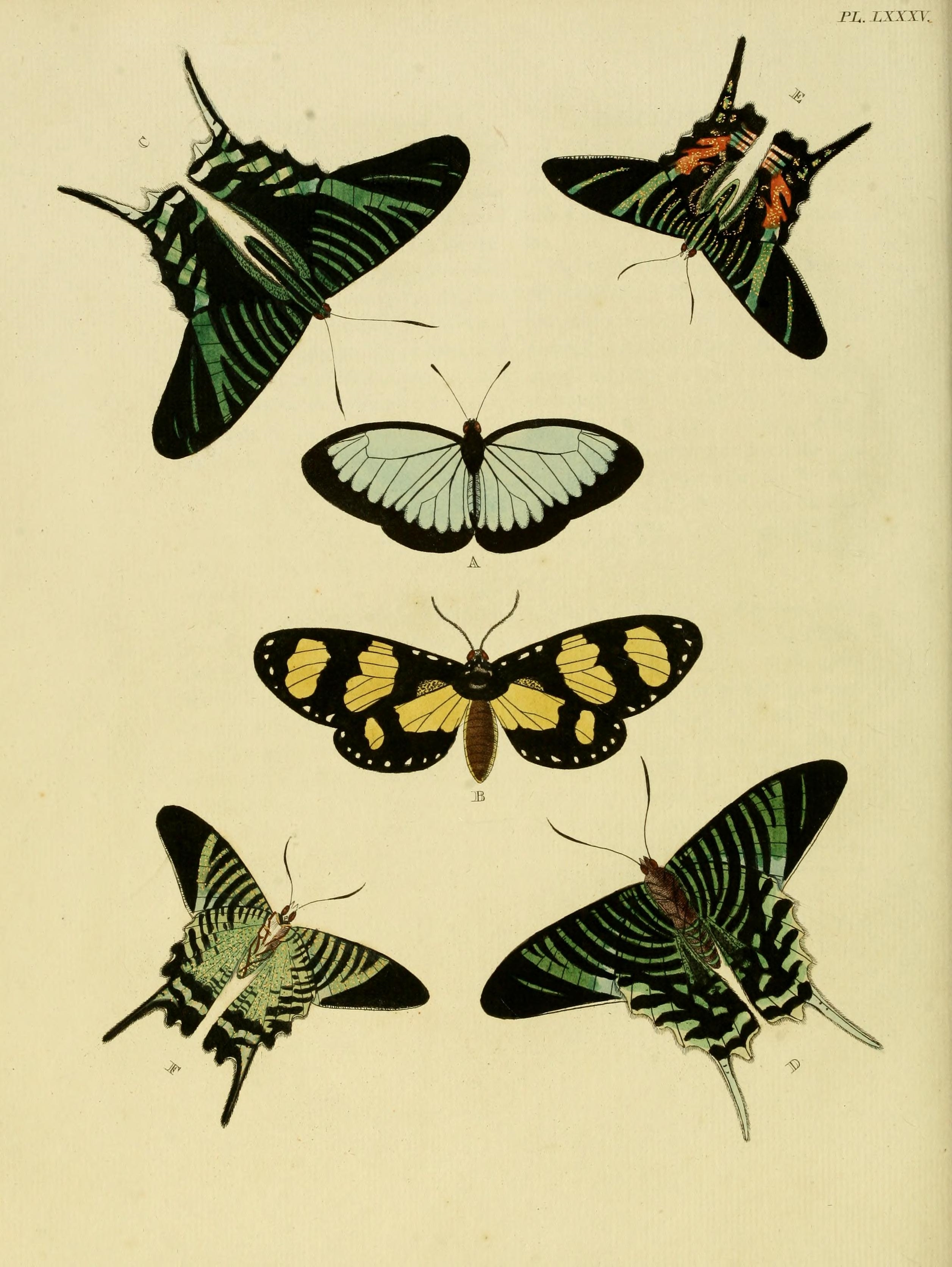
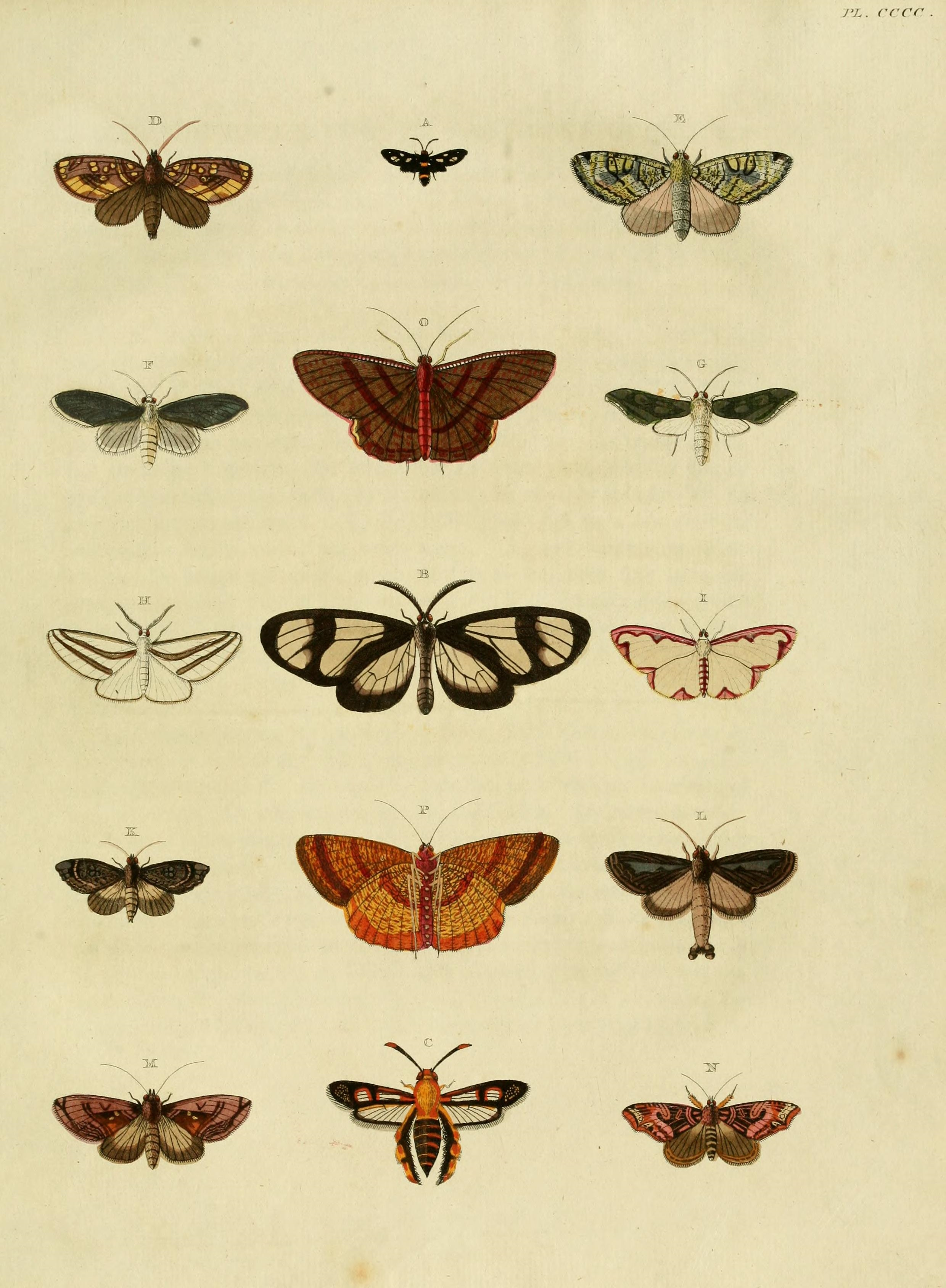